# Abasidski Kalifat
Abasidski Kalifat (arapski الخلافة العباسية‎) bio je treći od islamskih kalifata koji su naslijedili Muhameda. Abasidska dinastija je potjecala od Muhamedovog najmlađeg strica Abasa. Kalifi su vladali iz svoje prijestolnice Bagdada, u današnjem Iraku, pošto su 750. godine preuzeli vlast u islamskom carstvu od Omejada.
Prva prijestolnica Abasidskog Kalifata bila je u Kufi, ali je 762. godine kalif al Mansur osnovao grad Bagdad, sjeverno od perzijskog grada Ktesifona. Izbor prijestolnice tako blizu perzijskoj jezgri odražava sve veće oslanjanje na perzijske birokrate, od koji su najpoznatiji bili iz obitelji Barmakida, da upravljaju teritorijem kojeg su osvojili arapski muslimani, kao i sve veće uključivanje nearapskih muslimana u umet. Usprkos toj suradnji Abasidi iz 9. stoljeća bili su prinuđeni prepustiti upravu nad perzijskim provincijama lokalnim emirima koji su samo nominalno priznavali njihov suverenitet. Ovo je označilo početak šireg slamanja abasidske vlasti, gubitkom Al-Andaluza i Magreba koji su otišli Omejadima, Ifrikije koja je pripala Aglabidima i Egipta koji je pripao šijitskom kalifatu Fatimida. Politička moć kalifa uglavnom se okončala s usponom Bujida i Turaka Seldžuka.
Iako je uloga Abasida nad velikim islamskim carstvom postupno smanjena na ceremonijalnu vjersku funkciju, dinastija je zadržala kontrolu nad svojom mezopotamskom domenom. Prijestolnica Bagdad je postala središte znanosti, kulture, filozofije i pronalazaka tijekom Zlatnog doba islama. Razdoblje kulturnog procvata završilo je 1258. kada su Mongoli pod Hulagu kanom opljačkali Bagdad. Abasidski kalifat i generalno muslimanska kultura su 1261. svoje novo središte našli u mamelučkoj prijestolnici Kairu. Dinastija je nastavila pozivati se na autoritet u vjerskim pitanjima sve do osmanskog osvajanja Egipta, kada je titula kalifa službeno predana osmanskom sultanu Selimu I.